# Tecnológico de Estudios Superiores de Ixtapaluca
El Tecnológico de Estudios Superiores de Ixtapaluca (TESI) es un Organismo Público Descentralizado del Estado de México, inicio actividades operativas el 13 de septiembre de 1999. Mediante Decreto del Ejecutivo del Estado de México, publicado en ese mismo año en la Gaceta del Gobierno el Tecnológico inicio sus actividades en Instalaciones provisionales de la Secundaria “José Antonio Álzate” en la Unidad de San Buenaventura y en el año 2002 en el COBAEM en la misma Unidad.
Impartiendo las carreras de Licenciatura en Informática e Ingeniería en Sistemas Computacionales, con una matrícula de 103 alumnos; en 2004 recibió la autorización para impartir la carrera de Ingeniería en Electrónica y en 2006 la carrera de Licenciatura en Administración.

En 2005 se entregó la nueva instalación del Tecnológico la cual se encuentra ubicada en el kilómetro 7 de la carretera Ixtapaluca-Coatepec, Estado de México.
En 2010 se apertura la carrera de Ingeniería Ambiental y 2011 la carrera de Arquitectura a lo que el Tecnológico atiende a una matrícula de 1677 estudiantes.

## Oferta Educativa
- Licenciatura en administración
- Arquitectura
- Ingeniería ambiental
- Ingeniería biomédica
- Ingeniería electrónica
- Ingeniería informática
- Ingeniería en sistemas computacionales

- Datos: Q16638245